# Anna G.
Anna G. è un cavatappi progettato da Alessandro Mendini e prodotto per la prima volta
dall’azienda Alessi nel 1994. Un ironico omaggio al volto e alla silhouette dell'amica designer
Anna Gili, la cui faccina sorridente è divenuta negli anni una figura cult.

## Contesto storico culturale
Alessandro Mendini, con questo artefatto, rafforza una tradizione antica che ha portato spesso, tra gli utensili da cucina, forme umane e animali, contestualizzandolo però all’interno della cultura pop attraverso l’utilizzo di colori vivaci.  Il nome la silhouette e il volto di questo oggetto rappresentano un omaggio alla designer Anna Gili, per lungo tempo collaboratrice dell'atelier Mendini e alla più comune figura femminile.

## Descrizione

### Caratteristiche tecniche (dimensioni, peso, materiali)

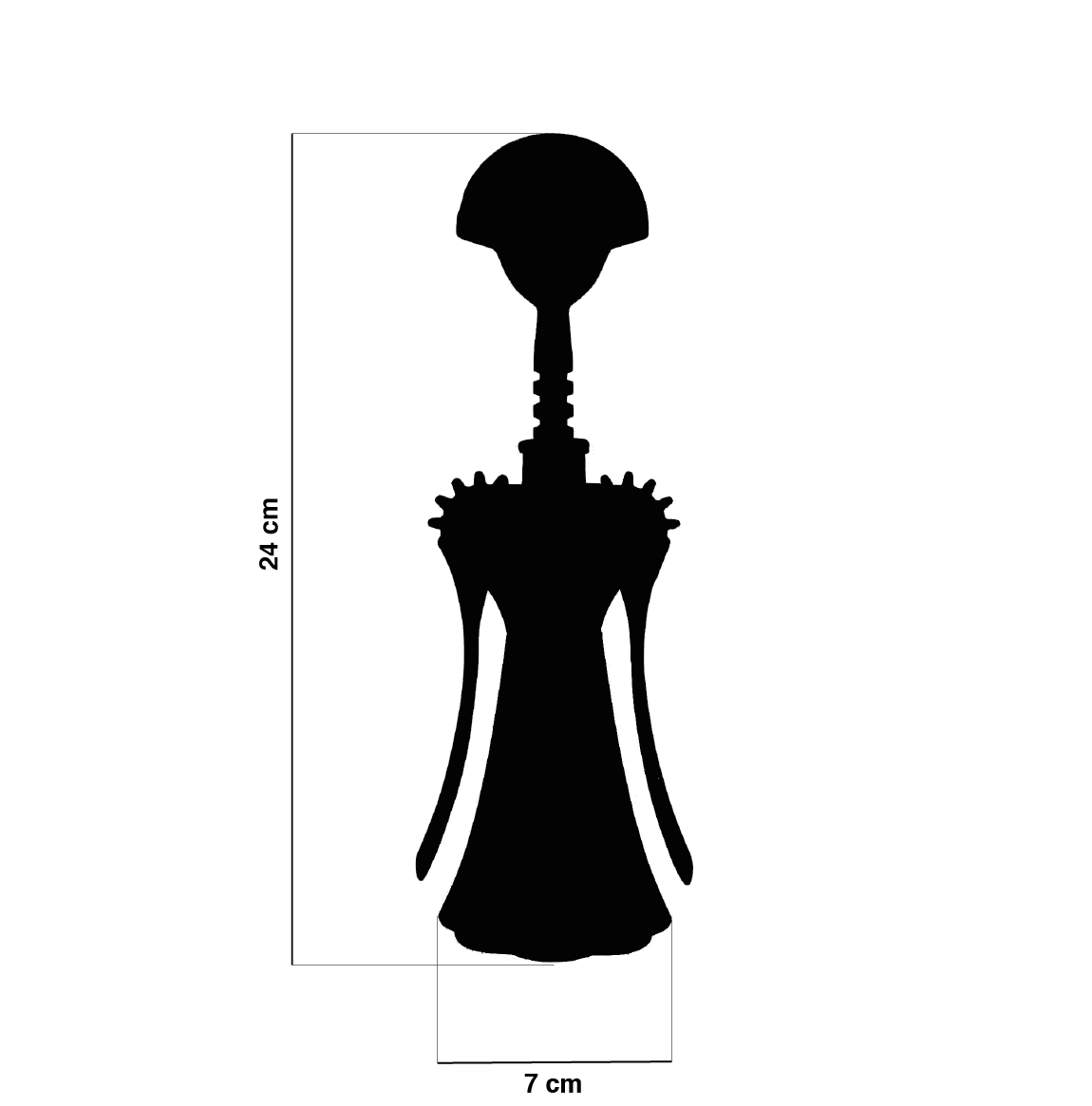
Dimensioni Anna G.

Il cavatappi Anna G. è un oggetto di design,una reinterpretazione del cavatappi classico (brevettato da Dominick Rosati nel 1930) realizzato nel fiore degli anni ’90. È un oggetto iconico in quanto realizzato con lo scopo di omaggiare l'eleganza della figura femminile, le cui forme richiamano al costume veneziano.
Alto 24 cm e con uno spessore di soli 7 cm è stato realizzato in resina termoplastica (il corpo) e zama cromata (le braccia e la testa), rendendo così l’oggetto molto leggero e maneggevole con i suoi 0.46 kg.

### Caratteristiche plastiche
Il corpo del cavatappi si presenta opaco poiché realizzato in resina termoplastica, mentre le braccia e la testa sono lucide poiché realizzate in acciaio che riflette la luce creando un contrasto cromatico col corpo del cavatappi stesso.
È un oggetto prevalentemente curvilineo che si sviluppa in verticale, gli unici tratti rettilinei sono presenti nelle spalle e nel collo.
Nel momento in cui viene impugnato questo oggetto svolge una funzione circoscrivente nei confronti della mano stessa.

## Grado di codifica
Analizzando il Cavatappi secondo il trattato di semiotica generale di Umberto Eco  si può notare come al primo impatto l’oggetto rimanda alle sembianze di figure femminili. Il design presenta un'innovazione dal punto di vista estetico rappresentando nel migliore dei modi le sembianze di Anna Gili su un oggetto principalmente funzionale, rendendolo un'icona del design.

## Simboli
Nell'edizione speciale di colorazione rossa il cavatappi simboleggia la lotta contro l'HIV. In questa collaborazione Anna G. indossa un vestito rosso caratterizzato da un piccolo cuore bianco circondato dalle parentesi (RED) nella parte anteriore.
Parte del prezzo di acquisto di questa collaborazione viene donata dalla casa di produzione al Fondo globale per la lotta all’AIDS fornendo farmaci salvavita contro questa malattia.

## Piano del contenuto

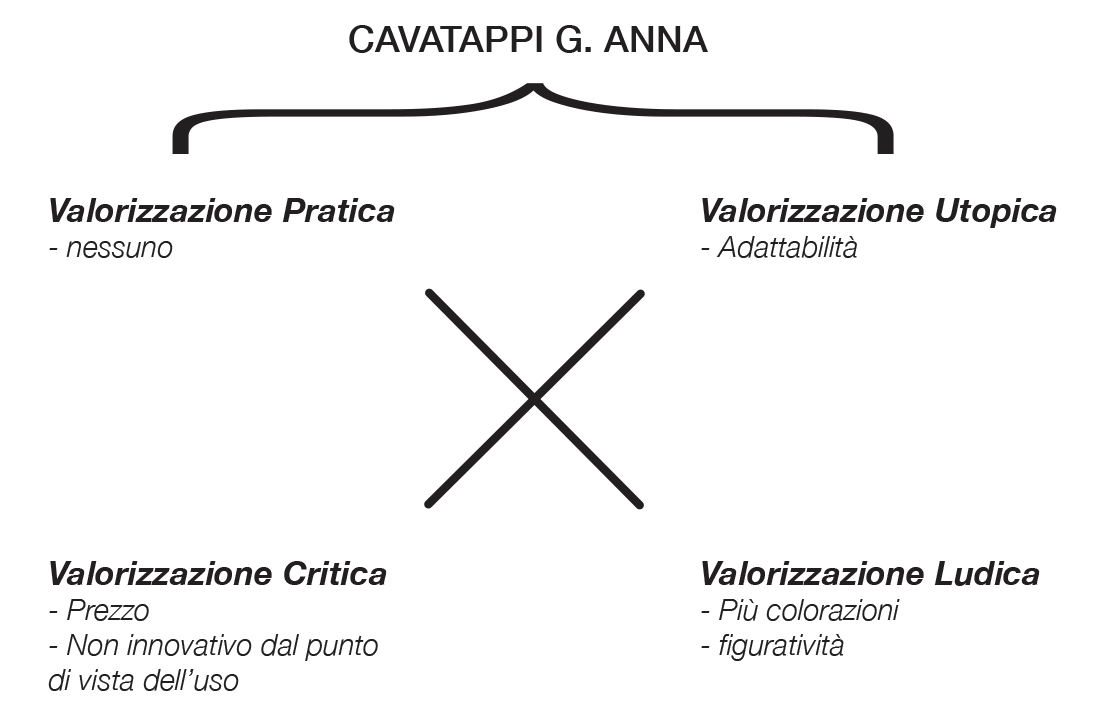
Quadrato di Floch

In riferimento al quadrato semiotico di Algirdas Julien Greimas si può notare come l’oggetto rappresentato è un oggetto stilizzato in quanto rimanda alle sembianze e alle linee morbide di una figura femminile.
Analizzando invece l'oggetto secondo i concetti del quadrato di Floch è chiaro come il designer abbia voluto incentrarsi su una valorizzazione ludico/estetica focalizzandosi sulla testa, rendendo così l’elemento da inanimato ad antropomorfo. Inoltre vi è una valorizzazione utopica in quanto quest'ultimo può rispecchiare l’identità dell’acquirente, per la possibilità di decidere il colore del corpo e per la ricercatezza del design.